# Камская пищуха
Камская пищуха (лат. Ochotona gloveri) — млекопитающее из рода пищух отряда зайцеобразных. Названа О. Томасом в честь Гловера Аллена, который прислал из Американского музея естественной истории один экземпляр в Британский музей, не зная, что это новый таксон. Русское название происходит от исторической области Кам, откуда в 1948 году А. И. Аргиропуло описал Ochotona kamensis, оказавшуюся младшим синонимом Ochotona gloveri, описанной двумя десятилетиями ранее.

## Описание
Окраска летнего волосяного покрова серо-бурая, более тёмная на спине. Вокруг глаз широкое аспидно-серое кольцо, сохраняющееся и зимой. Зимняя окраска значительно светлее летней. Уши во все сезоны покрыты ржаво-рыжими волосами.

## Распространение
Камская пищуха обитает на юго-восточной окраине Тибетского нагорья. Её ареал охватывает западный Сычуань, северо-западный Юньнань, северо-восточный Тибет и юго-западный Цинхай (Китай).